# Liste der Kulturdenkmale in Waldshut-Tiengen
In der Liste der Kulturdenkmale in Waldshut-Tiengen sind Bau- und Kunstdenkmale der Stadt Waldshut-Tiengen verzeichnet, die im „Verzeichnis der unbeweglichen Bau- und Kunstdenkmale und der zu prüfenden Objekte“ des Landesamts für Denkmalpflege Baden-Württemberg verzeichnet sind. Dieses Verzeichnis ist nicht öffentlich und kann nur bei „berechtigtem Interesse“ eingesehen werden. Die folgende Liste ist daher nicht vollständig und beruht auf anderweitig veröffentlichten Angaben.

## Allgemein
- Bild: Zeigt ein ausgewähltes Bild aus Commons, „Weitere Bilder“ verweist auf die Bilder im Medienarchiv Wikimedia Commons.
- Bezeichnung: Nennt den Namen, die Bezeichnung oder die Art des Kulturdenkmals.
- Lage: Straßenname und Hausnummer oder Flurstücknummer des Kulturdenkmals, gegebenenfalls auch den Ortsteil. Die Grundsortierung der Liste erfolgt nach dieser Adresse. Der Link (Karte) führt zu verschiedenen Kartendiensten mit der Position des Kulturdenkmals. Fehlt dieser Link, wurden die Koordinaten noch nicht eingetragen. Sind diese bekannt, können sie über ein Tool mit einer Kartenansicht einfach nachgetragen werden. In dieser Kartenansicht sind Kulturdenkmale ohne Koordinaten mit einem roten bzw. orangen Marker dargestellt und können durch Verschieben auf die richtige Position in der Karte mit Koordinaten versehen werden. Kulturdenkmale ohne Bild sind an einem blauen bzw. roten Marker erkennbar.
- Datierung: Baubeginn, Fertigstellung, Datum der Erstnennung oder grobe zeitliche Einordnung entsprechend des Eintrags in der zuständigen Denkmaldatenbank (Landesamt für Denkmalpflege Baden-Württemberg).
- Beschreibung: Kurzcharakteristik des Kulturdenkmals.

## Aichen
| Bild | Bezeichnung | Lage                      | Datierung | Beschreibung             | ID |
| ---- | ----------- | ------------------------- | --------- | ------------------------ | -- |
|      | Schule      | Aichen, Aichen 52 (Karte) |           | Geschützt nach § 2 DSchG | BW |

## Gurtweil
| Bild           | Bezeichnung       | Lage                              | Datierung | Beschreibung             | ID |
| -------------- | ----------------- | --------------------------------- | --------- | ------------------------ | -- |
| Weitere Bilder | Schloss Gurtweil  | Gurtweil, Prälatenweg 2 (Karte)   | 1662      |                          |    |
|                | Alte Schule       | Gurtweil, Rathausstraße 2 (Karte) |           | Geschützt nach § 2 DSchG | BW |
|                | Römischer Gutshof | Gurtweil (Karte)                  |           |                          | BW |

## Indlekofen
| Bild | Bezeichnung | Lage                                     | Datierung | Beschreibung             | ID |
| ---- | ----------- | ---------------------------------------- | --------- | ------------------------ | -- |
|      | Schule      | Indlekofen, Untere Landstraße 13 (Karte) |           | Geschützt nach § 2 DSchG | BW |

## Tiengen

### Gesamtanlage Tiengen
| Bild           | Bezeichnung                                                           | Lage                                                  | Datierung                                 | Beschreibung | ID |
| -------------- | --------------------------------------------------------------------- | ----------------------------------------------------- | ----------------------------------------- | --- | -- |
|                | Wohnhaus Brühlgasse 11                                                | Brühlgasse 11 (Karte)                                 | 19. Jahrhundert                           | erhaltenswertes Gebäude | BW |
|                | Gerberei                                                              | Fahrgasse 2 (Karte)                                   | 1499                                      | Geschützt nach § 12 DSchG | BW |
|                | Ölmühle                                                               | Fahrgasse 3 (Karte)                                   | 1858                                      | Geschützt nach § 2 DSchG |    |
|                | Wohnhaus Fahrgasse 5                                                  | Fahrgasse 5 (Karte)                                   | letzte Viertel 19. Jahrhundert            | erhaltenswertes Gebäude | BW |
|                | Brunnen bei Fahrgasse 6                                               | bei Fahrgasse 6 (Karte)                               | 1831                                      | Geschützt nach § 2 DSchG | BW |
|                | Wohnhaus Fahrgasse 9                                                  | Fahrgasse 9 (Karte)                                   | um 1900                                   | erhaltenswertes Gebäude | BW |
|                | Wohnhaus Fahrgasse 11                                                 | Fahrgasse 11 (Karte)                                  | um 1900                                   | erhaltenswertes Gebäude | BW |
|                | Synagoge                                                              | Fahrgasse 13 (Karte)                                  | 1793                                      | erhaltenswertes Bauteil | BW |
|                | Wohnhaus Fahrgasse 15                                                 | Fahrgasse 15 (Karte)                                  | 17./18. Jahrhundert                       | Geschützt nach § 2 DSchG | BW |
|                | Handwerkerhaus Fahrgasse 19                                           | Fahrgasse 19 (Karte)                                  | vor 1700                                  | erhaltenswertes Gebäude | BW |
|                | Wohnhaus Fahrgasse 21                                                 | Fahrgasse 21 (Karte)                                  | letzte Viertel 19. Jahrhundert            | erhaltenswertes Gebäude | BW |
|                | Wohnhaus Fahrgasse 23                                                 | Fahrgasse 23 (Karte)                                  | frühes 19. Jahrhundert                    | Geschützt nach § 2 DSchG | BW |
|                | Wohnhaus Fahrgasse 27                                                 | Fahrgasse 27 (Karte)                                  | nach 1800                                 | Geschützt nach § 2 DSchG | BW |
|                | Wohnhaus Fahrgasse 31                                                 | Fahrgasse 31 (Karte)                                  | frühes 20. Jahrhundert                    | erhaltenswertes Gebäude | BW |
| Weitere Bilder | Gefallenendenkmal                                                     | gegenüber Hauptstraße 18 (Karte)                      | 1899                                      | Das Kriegerdenkmal für Gefallenen des Deutsch-Französischen Krieges ist ein Obelisk aus Sandstein auf hohem Postament mit Badischem Wappen. Davor befindet sich ein brüllender Löwen mit Kriegstrophäen. Das Denkmal entstand 1899 und wurde von dem gebürtigen Tiengener Bildhauer Ludwig Gampp entworfen. Geschützt nach § 2 DSchG |    |
|                | Storchen-Apotheke                                                     | Hauptstraße 20 (Karte)                                | 1931                                      | Geschützt nach § 2 DSchG | BW |
|                | Beamtenhaus Hauptstraße 28                                            | Hauptstraße 28 (Karte)                                | letztes Viertel 19. Jahrhundert           | Geschützt nach § 2 DSchG | BW |
|                | Beamtenhaus Hauptstraße 30                                            | Hauptstraße 30 (Karte)                                | um 1900                                   | erhaltenswertes Gebäude | BW |
|                | Brunnen, Josephsbrunnen                                               | vor Hauptstraße 31 (Karte)                            | 1694                                      | Geschützt nach § 28 DSchG | BW |
|                | Rathaus                                                               | Hauptstraße 34 (Karte)                                | 1582                                      | Geschützt nach § 2 DSchG |    |
|                | Gasthaus, Hirschen                                                    | Hauptstraße 35 (Karte)                                | 1499                                      | Geschützt nach § 2 DSchG | BW |
|                | Patrizierhaus Hauptstraße 36                                          | Hauptstraße 36 (Karte)                                | 1499                                      | Geschützt nach § 2 DSchG | BW |
|                | Beamtenhaus und Rückgebäude Hauptstraße 37, Priestergasse 1           | Hauptstraße 37 (Karte)                                | nach 1499                                 | Prüffall (BuK) | BW |
|                | Handwerkerhaus Hauptstraße 38                                         | Hauptstraße 38 (Karte)                                | 16. Jahrhundert                           | Geschützt nach § 2 DSchG | BW |
|                | Bürgerhaus Hauptstraße 40                                             | Hauptstraße 40 (Karte)                                | wohl 16. Jahrhundert                      | erhaltenswertes Gebäude | BW |
|                | Patrizierhaus Brandis                                                 | Hauptstraße 42 (Karte)                                | 1587                                      | Geschützt nach § 2 DSchG | BW |
|                | Fassade und Bestandteile Hauptstraße 43                               | Hauptstraße 43 (Karte)                                | 16. Jahrhundert                           | Geschützt nach § 2 DSchG | BW |
|                | Wohn- und Geschäftshaus Hauptstraße 44                                | Hauptstraße 44 (Karte)                                | nach 1499                                 | Geschützt nach § 2 DSchG | BW |
|                | Bürgerhaus, Bestandteile Hauptstraße 45                               | Hauptstraße 45 (Karte)                                | 16. Jahrhundert                           | Geschützt nach § 28 DSchG | BW |
|                | Handwerkerhaus Hauptstraße 46                                         | Hauptstraße 46 (Karte)                                | nach 1499                                 | Geschützt nach § 2 DSchG | BW |
|                | Wohn- und Geschäftshaus Hauptstraße 47                                | Hauptstraße 47 (Karte)                                | spätes 19. Jahrhundert                    | Geschützt nach § 2 DSchG | BW |
|                | Bürgerhaus Hauptstraße 48                                             | Hauptstraße 48 (Karte)                                | vor 1600                                  | Geschützt nach § 2 DSchG | BW |
|                | Handwerkerhaus Hauptstraße 49                                         | Hauptstraße 49 (Karte)                                | nach 1499                                 | erhaltenswertes Gebäude | BW |
|                | Wohn- und Geschäftshaus Hauptstraße 50, 52                            | Hauptstraße 50, 52 (Karte)                            | im Kern nach 1499                         | erhaltenswertes Gebäude | BW |
|                | Handwerkerhaus Hauptstraße 51                                         | Hauptstraße 51 (Karte)                                | nach 1499                                 | Geschützt nach § 2 DSchG | BW |
|                | Wohn- und Geschäftshaus Hauptstraße 53                                | Hauptstraße 53 (Karte)                                | 1800/06                                   | erhaltenswertes Gebäude |    |
| Weitere Bilder | Brunnen, Marienbrunnen                                                | vor Hauptstraße 53 (Karte)                            | 1735                                      | Geschützt nach § 28 DSchG |    |
|                | Wohn- und Geschäftshaus Hauptstraße 55                                | Hauptstraße 55 (Karte)                                | um 1763                                   | Geschützt nach § 2 DSchG | BW |
|                | Gasthaus, Ochsen                                                      | Hauptstraße 56 (Karte)                                | im Kern wohl spätmittelalterlich          | Geschützt nach § 2 DSchG |    |
|                | Bürgerhaus Hauptstraße 57                                             | Hauptstraße 57 (Karte)                                | nach 1499                                 | Geschützt nach § 2 DSchG | BW |
|                | Beamtenhaus Hauptstraße 62                                            | Hauptstraße 62 (Karte)                                | 16. Jahrhundert                           | erhaltenswertes Gebäude | BW |
|                | Wohn- und Geschäftshaus Hauptstraße 64                                | Hauptstraße 64 (Karte)                                | im Kern 16. Jahrhundert                   | Geschützt nach § 2 DSchG | BW |
|                | Wohn- und Geschäftshaus Hauptstraße 65, Fahrgasse 8, Priestergasse 29 | Hauptstraße 65, Fahrgasse 8, Priestergasse 29 (Karte) | 1698                                      | Geschützt nach § 2 DSchG |    |
|                | Bürgerhaus, Bestandteile Hauptstraße 66, Weihergasse 41               | Hauptstraße 66, Weihergasse 41 (Karte)                | im Kern 17./18. Jahrhundert               | Geschützt nach § 2 DSchG | BW |
|                | Wohn- und Geschäftshaus Hauptstraße 67                                | Hauptstraße 67 (Karte)                                | Anfang 20. Jahrhundert                    | Geschützt nach § 2 DSchG | BW |
|                | Gasthaus, Zum Kranz                                                   | Hauptstraße 68 (Karte)                                | wohl noch 16. Jahrhundert                 | Geschützt nach § 2 DSchG | BW |
|                | Wohn- und Geschäftshaus Hauptstraße 72                                | Hauptstraße 72 (Karte)                                | um 1850                                   | erhaltenswertes Gebäude | BW |
|                | Quereinhaus Im Winkel 2                                               | Im Winkel 2 (Karte)                                   | Anfang 17. Jahrhundert                    | erhaltenswertes Gebäude | BW |
|                | Quereinhaus Im Winkel 4                                               | Im Winkel 4 (Karte)                                   | 2. Hälfte 17. Jahrhundert                 | erhaltenswertes Gebäude | BW |
|                | Wohnhaus Im Winkel 5                                                  | Im Winkel 5 (Karte)                                   | 2. Hälfte 17. Jahrhundert                 | erhaltenswertes Gebäude | BW |
|                | Pfarrhaus                                                             | Kirchplatz 1 (Karte)                                  | 1882                                      | Geschützt nach § 2 DSchG | BW |
|                | Wohnhaus Kirchplatz 3                                                 | Kirchplatz 3 (Karte)                                  | 1810                                      | Geschützt nach § 2 DSchG | BW |
| Weitere Bilder | Kath. Stadtpfarrkirche Mariae Himmelfahrt                             | Kirchplatz 6 (Karte)                                  | 1753/54                                   | Geschützt nach § 28 DSchG |    |
|                | Pfarrhof                                                              | Korngasse 4 (Karte)                                   | nach 1499                                 | Geschützt nach § 2 DSchG |    |
|                | Mühle Korngasse 12                                                    | Korngasse 12 (Karte)                                  | im Kern 17./18. Jahrhundert               | Geschützt nach § 2 DSchG |    |
|                | Ökonomiegebäude Korngasse 13                                          | Korngasse 13 (Karte)                                  | um 1800                                   | Prüffall (BuK) | BW |
|                | Handwerkerhaus Priestergasse 6                                        | Priestergasse 6 (Karte)                               | im Kern 17. Jahrhundert                   | erhaltenswertes Gebäude | BW |
|                | Wohnhaus Priestergasse 9                                              | Priestergasse 9 (Karte)                               | 1830/40                                   | Geschützt nach § 2 DSchG | BW |
|                | Wohn- und Geschäftshaus Priestergasse 10                              | Priestergasse 10 (Karte)                              | 16. Jahrhundert                           | Geschützt nach § 2 DSchG | BW |
|                | Wohnhaus Priestergasse 11                                             | Priestergasse 11 (Karte)                              | 18./ frühes 19. Jahrhundert               | erhaltenswertes Gebäude | BW |
|                | Stallscheuer Priestergasse 12                                         | Priestergasse 12 (Karte)                              | 1735                                      | Priestergasse 12 erhaltenswertes Gebäude | BW |
|                | Patrizierhaus Priestergasse 13                                        | Priestergasse 13 (Karte)                              | 1568                                      | Geschützt nach § 2 DSchG | BW |
|                | Wohn- und Geschäftshaus Priestergasse 15                              | Priestergasse 15 (Karte)                              | 1666                                      | Geschützt nach § 2 DSchG | BW |
|                | Wohnhaus Priestergasse 17                                             | Priestergasse 17 (Karte)                              | nach 1499                                 | Geschützt nach § 2 DSchG | BW |
|                | Handwerkerhaus Ringmauergasse 3                                       | Ringmauergasse 3 (Karte)                              | im Kern 17. Jahrhundert                   | Geschützt nach § 2 DSchG | BW |
| Weitere Bilder | Schloss Tiengen                                                       | Schloßplatz 1–3 (Karte)                               | 1575–1619                                 | Geschützt nach § 12 DSchG |    |
|                | Stadtbefestigung                                                      | (Karte)                                               |                                           | Geschützt nach § 2 DSchG | BW |
|                | Patrizierhaus Turmgasse 1                                             | Turmgasse 1 (Karte)                                   | im Kern wohl 16. Jahrhundert              | Geschützt nach § 2 DSchG | BW |
|                | Wohnhaus Turmgasse 2                                                  | Turmgasse 2 (Karte)                                   | spätes 18. Jahrhundert                    | Geschützt nach § 2 DSchG | BW |
|                | Wohnhaus Turmgasse 9                                                  | Turmgasse 9 (Karte)                                   | im Kern 16. Jahrhundert                   | Geschützt nach § 2 DSchG | BW |
|                | Wohnhaus Turmgasse 11                                                 | Turmgasse 11 (Karte)                                  | wohl 16. Jahrhundert                      | Geschützt nach § 2 DSchG | BW |
|                | Handwerkerhaus Turmgasse 13                                           | Turmgasse 13 (Karte)                                  | im Kern 16. Jahrhundert                   | Geschützt nach § 2 DSchG | BW |
|                | Brunnen Weihergasse                                                   | Weihergasse (Karte)                                   |                                           | Geschützt nach § 2 DSchG | BW |
|                | Wohn- und Geschäftshaus Weihergasse 1                                 | Weihergasse 1 (Karte)                                 | um 1800                                   | erhaltenswertes Gebäude | BW |
|                | Handwerkerhaus Weihergasse 3                                          | Weihergasse 3 (Karte)                                 | im Kern 17. Jahrhundert                   | Geschützt nach § 2 DSchG | BW |
|                | Wohnhaus Weihergasse 9                                                | Weihergasse 9 (Karte)                                 | 1. Hälfte 19. Jahrhundert                 | erhaltenswertes Gebäude | BW |
|                | Bürgerhaus Weihergasse 12                                             | Weihergasse 12 (Karte)                                | 1694                                      | Geschützt nach § 2 DSchG | BW |
|                | Wohn- und Geschäftshaus Weihergasse 14                                | Weihergasse 14 (Karte)                                | um 1900                                   | erhaltenswertes Gebäude | BW |
|                | Hinterhaus Weihergasse 17                                             | Weihergasse 17 (Karte)                                | im Kern 16. Jahrhundert                   | Geschützt nach § 2 DSchG | BW |
|                | Hinterhaus Weihergasse 19                                             | Weihergasse 19 (Karte)                                | um 1900                                   | Geschützt nach § 2 DSchG | BW |
|                | Hinterhaus Weihergasse 21                                             | Weihergasse 21 (Karte)                                | im Kern spätes 16./frühes 17. Jahrhundert | Geschützt nach § 2 DSchG | BW |
|                | Scheune Weihergasse 25                                                | Weihergasse 25 (Karte)                                | vor 1700                                  | erhaltenswertes Gebäude | BW |
|                | Ackerbürgerhaus Weihergasse 26                                        | Weihergasse 26 (Karte)                                | 17. Jahrhundert                           | Geschützt nach § 2 DSchG | BW |
|                | Hinterhaus Weihergasse 29                                             | Weihergasse 29 (Karte)                                | 18. Jahrhundert                           | Geschützt nach § 2 DSchG | BW |
|                | Doppelscheune Weihergasse 30                                          | Weihergasse 30 (Karte)                                | vor 1800                                  | Geschützt nach § 2 DSchG | BW |
|                | Wohnhaus Weihergasse 32                                               | Weihergasse 32 (Karte)                                |                                           | Geschützt nach § 2 DSchG | BW |
|                | Handwerkerhaus Weihergasse 36                                         | Weihergasse 36 (Karte)                                | 17./18. Jahrhundert                       | Prüffall (BuK) | BW |
|                | Handwerkerhaus Weihergasse 38                                         | Weihergasse 38 (Karte)                                | im Kern 17./18. Jahrhundert               | Geschützt nach § 2 DSchG | BW |
|                | Wohn- und Geschäftshaus Weihergasse 39                                | Weihergasse 39 (Karte)                                | Ende 19. Jahrhundert                      | erhaltenswertes Gebäude | BW |
|                | Handwerkerhaus Weihergasse 40                                         | Weihergasse 40 (Karte)                                | im Kern 16. Jahrhundert                   | Geschützt nach § 2 DSchG | BW |
|                | Wohn- und Geschäftshaus Zubergasse 1                                  | Zubergasse 1 (Karte)                                  | im Kern 18. Jahrhundert                   | erhaltenswertes Gebäude | BW |
|                | Handwerkerhaus Zubergasse 2                                           | Zubergasse 2 (Karte)                                  | 16./17. Jahrhundert                       | erhaltenswertes Gebäude | BW |
|                | Handwerkerhaus Zubergasse 4                                           | Zubergasse 4 (Karte)                                  | um 1700                                   | Geschützt nach § 2 DSchG | BW |
|                | Handwerkerhaus Zubergasse 5                                           | Zubergasse 5 (Karte)                                  | 1552                                      | Geschützt nach § 2 DSchG | BW |
|                | Handwerkerhaus Zubergasse 7                                           | Zubergasse 7 (Karte)                                  | nach 1499                                 | Prüffall (BuK) | BW |
|                | Wohnhaus Zubergasse 9                                                 | Zubergasse 9 (Karte)                                  | nach 1499                                 | Geschützt nach § 2 DSchG | BW |
|                | Wohnhaus Zubergasse 12                                                | Zubergasse 12 (Karte)                                 | nach 1499                                 | Geschützt nach § 2 DSchG | BW |

### Tiengen, außerhalb der Gesamtanlage Tiengen
| Bild           | Bezeichnung                | Lage                                  | Datierung | Beschreibung             | ID |
| -------------- | -------------------------- | ------------------------------------- | --------- | ------------------------ | -- |
|                | Jüdischer Friedhof Tiengen | Tiengen, Hinter Am Bahndamm 1 (Karte) | 1760      |                          | BW |
|                | Schule                     | Tiengen, Breite Straße 7 (Karte)      |           | Geschützt nach § 2 DSchG | BW |
| Weitere Bilder | Heilig-Kreuz-Kapelle       | Tiengen, Kapellenstraße (Karte)       | 1509      |                          |    |

## Waldshut

### Gesamtanlage Altstadt Waldshut
| Bild           | Bezeichnung                                                                                              | Lage | Datierung                          | Beschreibung                                                                                     | ID |
| -------------- | --- | --- | ---------------------------------- | ------------------------------------------------------------------------------------------------ | -- |
|                | Stadtbefestigung                                                                                         | Waldshut, Amthausstraße 3,5; Im Wallgraben 49; Kaiserstraße 1,2,3,87, 94, 98; Marienstraße 2,4,6,8,10; Mühlegasse 5,7; Rheinstraße 27,45, 49, 51, 53; Waldtorstraße 3, 8a; Wallstraße 2,6,24,48,5ß | 13. Jahrhundert                    | Geschützt nach § 2 DSchG                                                                         |    |
|                | Königsfelder bzw. St. Blasianischer Hof "Bläsihof"                                                       | Waldshut, Amthausstraße 1 (Karte) | 1377                               | Geschützt nach § 28 DSchG                                                                        | BW |
|                | Gasthaus Schwanen                                                                                        | Waldshut, Amthausstraße 2 (Karte) | 1802                               | Geschützt nach § 28 DSchG                                                                        | BW |
|                | Wohnhaus Amthausstraße 3                                                                                 | Waldshut, Amthausstraße 3 (Karte) | 1667                               | Geschützt nach § 2 DSchG                                                                         | BW |
|                | Wohnhaus Amthausstraße 4                                                                                 | Waldshut, Amthausstraße 4 (Karte) | 1836                               | Geschützt nach § 2 DSchG                                                                         | BW |
|                | Ehemalige Waldvogtei (Amtshaus), Waldvogteiamt; heute Staatsanwaltschaft                                 | Waldshut, Amthausstraße 5 (Karte) | 1610                               | Geschützt nach § 2 DSchG                                                                         | BW |
|                | Wohnhaus Amthausstraße 6                                                                                 | Waldshut, Amthausstraße 6 (Karte) | 1718                               | Geschützt nach § 2 DSchG                                                                         | BW |
|                | Greiffeneggschlösschen                                                                                   | Waldshut, Amthausstraße 8 (Karte) | 1404                               | Geschützt nach § 28 DSchG                                                                        |    |
|                | Laufbrunnen                                                                                              | Waldshut, Amthausstraße (Karte) | vor 1895                           | Geschützt nach § 2 DSchG                                                                         | BW |
|                | Heinrich-Hansjakob-Schule                                                                                | Waldshut, Johannisplatz 1 (Karte) | 1906–1908                          | Geschützt nach § 28 DSchG                                                                        |    |
|                | Feuerwehrgerätehaus mit Schlauchturm                                                                     | Waldshut, Johannisplatz 2 (Karte) | Anfang 20. Jahrhundert             | 2                                                                                                | BW |
| Weitere Bilder | Oberes oder Schaffhauser Tor                                                                             | Waldshut, Kaiserstraße 1 (Karte) | 13. Jahrhundert                    | 28                                                                                               |    |
| Weitere Bilder | Doppel-Wohn- und Geschäftshaus Kaiserstraße 2                                                            | Waldshut, Kaiserstraße 2 (Karte) | 16./17. Jahrhundert                | Geschützt nach § 2 DSchG                                                                         |    |
|                | Patrizierhaus (sogenanntes Schultheißsches Haus), seit 1866 Schule                                       | Waldshut, Kaiserstraße 3 (Karte) | im Kern 16. Jahrhundert            | Geschützt nach § 28 DSchG                                                                        | BW |
|                | Wohn- und Geschäftshaus Kaiserstraße 4                                                                   | Waldshut, Kaiserstraße 4 (Karte) | im Kern 17. Jahrhundert            | Erhaltenswertes historisches Gebäude                                                             | BW |
|                | Wohn- und Geschäftshaus Kaiserstraße 5                                                                   | Waldshut, Kaiserstraße 5 (Karte) | 16. Jahrhundert                    | Geschützt nach § 2 DSchG                                                                         | BW |
|                | Wohn- und Geschäftshaus Kaiserstraße 6                                                                   | Waldshut, Kaiserstraße 6 (Karte) | 16./17. Jahrhundert                | Geschützt nach § 2 DSchG                                                                         | BW |
|                | Wohn- und Geschäftshaus Kaiserstraße 7                                                                   | Waldshut, Kaiserstraße 7 (Karte) | 15./16. Jahrhundert                | Geschützt nach § 2 DSchG                                                                         | BW |
|                | Wohn- und Geschäftshaus Kaiserstraße 8 (ehemaliges Bürgerhaus)                                           | Waldshut, Kaiserstraße 8 (Karte) | Im Kern 16./17. Jahrhundert        | Geschützt nach § 28 DSchG                                                                        | BW |
|                | Wohn- und Geschäftshaus Kaiserstraße 9 (ehemaliges Bürgerhaus zum Birenbäumli)                           | Waldshut, Kaiserstraße 9 (Karte) | Im Kern 15./16. Jahrhundert        | Geschützt nach § 2 DSchG                                                                         | BW |
|                | Wohn- und Geschäftshaus Kaiserstraße 10 (ehemaliges Bürgerhaus)                                          | Waldshut, Kaiserstraße 10 (Karte) | Im Kern 16./17. Jahrhundert        | Geschützt nach § 2 DSchG                                                                         | BW |
|                | Wohn- und Geschäftshaus Kaiserstraße 11 (ehemaliges Bürgerhaus zur Waag)                                 | Waldshut, Kaiserstraße 11 (Karte) | Im Kern 16. Jahrhundert            | Geschützt nach § 2 DSchG                                                                         | BW |
|                | Wohn- und Geschäftshaus Kaiserstraße 12 (ehemaliges Bürgerhaus)                                          | Waldshut, Kaiserstraße 12 (Karte) | Im Kern 16./17. Jahrhundert        | Geschützt nach § 2 DSchG                                                                         | BW |
|                | Wohn- und Geschäftshaus Kaiserstraße 13 (ehemaliges Bürgerhaus)                                          | Waldshut, Kaiserstraße 13 (Karte) | Im Kern 16./17. Jahrhundert        | Geschützt nach § 2 DSchG                                                                         | BW |
|                | Wohn- und Geschäftshaus Kaiserstraße 14 (ehemaliges Bürgerhaus und Zunfthaus)                            | Waldshut, Kaiserstraße 14 (Karte) | Im Kern 16./17. Jahrhundert        | Geschützt nach § 2 DSchG                                                                         | BW |
|                | Wohn- und Geschäftshaus Kaiserstraße 15 (ehemaliges Bürgerhaus)                                          | Waldshut, Kaiserstraße 15 (Karte) | Im Kern 17. Jahrhundert            | Geschützt nach § 2 DSchG                                                                         | BW |
|                | Wohn- und Geschäftshaus Kaiserstraße 16 (ehemaliges Bürgerhaus zur Glocke)                               | Waldshut, Kaiserstraße 16 (Karte) | Im Kern 17. Jahrhundert            | Kulturdenkmal-Prüffall                                                                           | BW |
|                | Wohn- und Geschäftshaus Kaiserstraße 17 (ehemaliges Bürgerhaus zum Adler)                                | Waldshut, Kaiserstraße 17 (Karte) | 16. Jahrhundert                    | Kulturdenkmal-Prüffall                                                                           | BW |
| Weitere Bilder | Wohn- und Geschäftshaus Kaiserstraße 18 (ehemaliges Gasthaus zum Wilden Mann)                            | Waldshut, Kaiserstraße 18 (Karte) | 15. Jahrhundert                    | Geschützt nach § 2 DSchG                                                                         |    |
|                | Wohn- und Geschäftshaus Kaiserstraße 19 (ehemaliges Bürgerhaus)                                          | Waldshut, Kaiserstraße 19 (Karte) | Im Kern 16./17. Jahrhundert        | Geschützt nach § 2 DSchG                                                                         | BW |
|                | Wohn- und Geschäftshaus Kaiserstraße 20 (ehemaliges Bürgerhaus zum Steinbock)                            | Waldshut, Kaiserstraße 20 (Karte) | 1718                               | Geschützt nach § 2 DSchG                                                                         | BW |
|                | Wohn- und Geschäftshaus Kaiserstraße 21 (ehemaliges Bürgerhaus zum Rüden)                                | Waldshut, Kaiserstraße 21 (Karte) | 1484                               | Geschützt nach § 2 DSchG                                                                         | BW |
|                | Wohn- und Geschäftshaus Kaiserstraße 22 (ehemaliges Bürgerhaus zum Falken)                               | Waldshut, Kaiserstraße 22 (Karte) | 1893                               | Geschützt nach § 2 DSchG                                                                         | BW |
|                | Wohn- und Geschäftshaus Kaiserstraße 23 (ehemaliges Bürgerhaus zur Taube)                                | Waldshut, Kaiserstraße 23 (Karte) | 1732                               | Geschützt nach § 2 DSchG                                                                         | BW |
|                | Wohn- und Geschäftshaus Kaiserstraße 24 (ehemaliges Bürgerhaus zum Lamm)                                 | Waldshut, Kaiserstraße 24 (Karte) | 1726                               | Geschützt nach § 2 DSchG                                                                         | BW |
|                | Wohn- und Geschäftshaus Kaiserstraße 25 (ehemaliges Zunfthaus, Rat- und Kornhaus)                        | Waldshut, Kaiserstraße 25 (Karte) | 1729                               | Kulturdenkmal-Prüffall                                                                           | BW |
| Weitere Bilder | Rathaus                                                                                                  | Waldshut, Kaiserstraße 28,30,32 (Karte) | 1766                               | Erbaut 1770 durch Ferdinand Weitzenegger Geschützt nach § 28 DSchG                               |    |
|                | Ratsapotheke                                                                                             | Waldshut, Kaiserstraße 31 (Karte) | 16./17. Jahrhundert                | Geschützt nach § 2 DSchG                                                                         | BW |
|                | Alte Post                                                                                                | Waldshut, Kaiserstraße 33 (Karte) | 1765                               | Geschützt nach § 2 DSchG                                                                         |    |
|                | Wohn- und Geschäftshaus Kaiserstraße 34 (ehemaliges Bürgerhaus zum Strauß)                               | Waldshut, Kaiserstraße 34 (Karte) | 16./17. Jahrhundert                | Geschützt nach § 2 DSchG                                                                         | BW |
|                | Wohn- und Geschäftshaus Kaiserstraße 35 (ehemaliges Bürgerhaus)                                          | Waldshut, Kaiserstraße 35 (Karte) | im Kern 16./17. Jahrhundert        | Geschützt nach § 2 DSchG                                                                         | BW |
|                | Wohn- und Geschäftshaus Kaiserstraße 36, 38 (ehemaliges Bürgerhaus zur Sonne)                            | Waldshut, Kaiserstraße 36, 38 (Karte) | im Kern 16./17. Jahrhundert        | Kulturdenkmal-Prüffall                                                                           | BW |
|                | Wohn- und Geschäftshaus Kaiserstraße 37 (ehemaliges Bürgerhaus)                                          | Waldshut, Kaiserstraße 37 (Karte) | im Kern 16./17. Jahrhundert        | Geschützt nach § 2 DSchG                                                                         | BW |
|                | Wohn- und Geschäftshaus Kaiserstraße 39 (ehemaliges Bürgerhaus Salmen)                                   | Waldshut, Kaiserstraße 39 (Karte) | im Kern 16./17. Jahrhundert        | Geschützt nach § 28 DSchG                                                                        | BW |
|                | Wohn- und Geschäftshaus Kaiserstraße 40 (ehemaliges Bürgerhaus zum Schwanen)                             | Waldshut, Kaiserstraße 40 (Karte) | im Kern 16./17. Jahrhundert        | Geschützt nach § 2 DSchG                                                                         | BW |
|                | Wohn- und Geschäftshaus Kaiserstraße 41 (ehemaliges Bürgerhaus zur Rose)                                 | Waldshut, Kaiserstraße 41 (Karte) | im Kern 16./17. Jahrhundert        | Prüffall                                                                                         | BW |
|                | Wohn- und Geschäftshaus Kaiserstraße 42, 44 (ehemaliges Amtshaus der vorderösterreichischen Vögte)       | Waldshut, Kaiserstraße 42, 44 (Karte) | im Kern 14./15. Jahrhundert        | Geschützt nach § 2 DSchG                                                                         |    |
|                | Wohn- und Geschäftshaus Kaiserstraße 43 (ehemaliges Bürgerhaus zum Bären)                                | Waldshut, Kaiserstraße 43 (Karte) | 1613                               | Geschützt nach § 2 DSchG                                                                         | BW |
|                | Ehemaliges Gasthaus Krone (ehemaliges Bürgerhaus)                                                        | Waldshut, Kaiserstraße 45 (Karte) | 16. Jahrhundert                    | Geschützt nach § 28 DSchG                                                                        | BW |
|                | Wohn- und Geschäftshaus Kaiserstraße 46, 48 (ehemalige Bürgerhauser)                                     | Waldshut, Kaiserstraße 46, 48 (Karte) | 15./16. Jahrhundert                | Geschützt nach § 2 DSchG                                                                         | BW |
|                | Wohn- und Geschäftshaus Kaiserstraße 47 (ehemaliges Bürgerhaus kleiner Löwe)                             | Waldshut, Kaiserstraße 47 (Karte) | 17./18. Jahrhundert                | Geschützt nach § 2 DSchG                                                                         | BW |
|                | Wohn- und Geschäftshaus Kaiserstraße 49 (ehemaliges Bürgerhaus Löwe)                                     | Waldshut, Kaiserstraße 49 (Karte) | 15./16. Jahrhundert                | Geschützt nach § 2 DSchG                                                                         | BW |
|                | Wohn- und Geschäftshaus Kaiserstraße 50 (ehemaliges Bürgerhaus kleiner Rabe)                             | Waldshut, Kaiserstraße 50 (Karte) | 16./17. Jahrhundert                | Geschützt nach § 28 DSchG                                                                        | BW |
|                | Wohn- und Geschäftshaus Kaiserstraße 51 (ehemaliges Bürgerhaus)                                          | Waldshut, Kaiserstraße 51 (Karte) | 16./17. Jahrhundert                | Geschützt nach § 2 DSchG                                                                         | BW |
|                | Wohn- und Geschäftshaus Kaiserstraße 52 (ehemaliges Bürgerhaus großer Rabe)                              | Waldshut, Kaiserstraße 52 (Karte) | 16./17. Jahrhundert                | Geschützt nach § 28 DSchG                                                                        | BW |
|                | Wohn- und Geschäftshaus Kaiserstraße 53 (ehemaliges Bürgerhaus)                                          | Waldshut, Kaiserstraße 53 (Karte) | 16./17. Jahrhundert                | Geschützt nach § 2 DSchG                                                                         | BW |
|                | Wohn- und Geschäftshaus Kaiserstraße 54 (ehemaliges Bürgerhaus zum Affen)                                | Waldshut, Kaiserstraße 54 (Karte) | 18./19. Jahrhundert                | Geschützt nach § 2 DSchG                                                                         | BW |
|                | Wohn- und Geschäftshaus Kaiserstraße 55 (ehemaliges Bürgerhaus zur Elster)                               | Waldshut, Kaiserstraße 55 (Karte) | 17. Jahrhundert                    | Geschützt nach § 2 DSchG                                                                         | BW |
|                | Wohn- und Geschäftshaus Kaiserstraße 58 (ehemaliges Bürgerhaus)                                          | Waldshut, Kaiserstraße 58 (Karte) | 16./17. Jahrhundert                | Prüffall                                                                                         | BW |
|                | Wohn- und Geschäftshaus Kaiserstraße 59 (ehemaliges Bürgerhaus)                                          | Waldshut, Kaiserstraße 59 (Karte) | 17./18. Jahrhundert                | Geschützt nach § 2 DSchG                                                                         | BW |
|                | Wohn- und Geschäftshaus Kaiserstraße 60 (ehemaliges Bürgerhaus)                                          | Waldshut, Kaiserstraße 60 (Karte) | 16./17. Jahrhundert                | Erhaltenswertes Gebäude                                                                          | BW |
|                | Wohn- und Geschäftshaus Kaiserstraße 61 (ehemaliges Bürgerhaus)                                          | Waldshut, Kaiserstraße 61 (Karte) | 17./18. Jahrhundert                | Geschützt nach § 2 DSchG                                                                         | BW |
|                | Alte Metzig; seit 1939 Heimatmuseum                                                                      | Waldshut, Kaiserstraße 62 (Karte) | 1588                               | Geschützt nach § 28 DSchG                                                                        |    |
|                | Wohn- und Geschäftshaus Kaiserstraße 63 (ehemaliges Bürgerhaus)                                          | Waldshut, Kaiserstraße 63 (Karte) | 17./18. Jahrhundert                | Geschützt nach § 2 DSchG                                                                         | BW |
|                | Wohn- und Geschäftshaus Kaiserstraße 64, 66 (ehemalige Bürgerhäuser zur Silberdistel)                    | Waldshut, Kaiserstraße 64, 66 (Karte) | 16./17. Jahrhundert                | Geschützt nach § 28 DSchG                                                                        | BW |
|                | Wohn- und Geschäftshaus Kaiserstraße 65 (ehemaliges Gasthaus zum Ochsen)                                 | Waldshut, Kaiserstraße 65 (Karte) | 16. Jahrhundert                    | Geschützt nach § 2 DSchG                                                                         | BW |
|                | Wohn- und Geschäftshaus Kaiserstraße 67 (ehemaliges Bürgerhaus)                                          | Waldshut, Kaiserstraße 67 (Karte) | 16./17. Jahrhundert                | Geschützt nach § 2 DSchG                                                                         | BW |
|                | Wohn- und Geschäftshaus Kaiserstraße 68, 70 (ehemalige Bürgerhäuser)                                     | Waldshut, Kaiserstraße 68, 70 (Karte) | 17. Jahrhundert                    | Prüffall                                                                                         | BW |
|                | Wohn- und Geschäftshaus Kaiserstraße 69 (ehemaliges Bürgerhaus)                                          | Waldshut, Kaiserstraße 69 (Karte) | 16./17. Jahrhundert                | Geschützt nach § 2 DSchG                                                                         | BW |
|                | Wohn- und Geschäftshaus Kaiserstraße 71 (ehemaliges Bürgerhaus)                                          | Waldshut, Kaiserstraße 71 (Karte) | 16./17. Jahrhundert                | Erhaltenswertes historisches Gebäude                                                             | BW |
|                | Wohn- und Geschäftshaus Kaiserstraße 72 (ehemaliges Bürgerhaus)                                          | Waldshut, Kaiserstraße 72 (Karte) | 17. Jahrhundert                    | Prüffall                                                                                         | BW |
|                | Wohn- und Geschäftshaus Kaiserstraße 73 (ehemaliges Bürgerhaus)                                          | Waldshut, Kaiserstraße 73 (Karte) | im Kern 17. Jahrhundert            | Geschützt nach § 2 DSchG                                                                         | BW |
|                | Wohn- und Geschäftshaus Kaiserstraße 75 (ehemaliges Bürgerhaus)                                          | Waldshut, Kaiserstraße 75 (Karte) | im Kern 17. Jahrhundert            | Geschützt nach § 2 DSchG                                                                         | BW |
|                | Wohn- und Geschäftshaus Kaiserstraße 76 (ehemaliges Bürgerhaus Fortuna)                                  | Waldshut, Kaiserstraße 76 (Karte) | 16./17. Jahrhundert                | Geschützt nach § 2 DSchG                                                                         | BW |
|                | Wohn- und Geschäftshaus Kaiserstraße 77 (ehemaliges Bürgerhaus)                                          | Waldshut, Kaiserstraße 77 (Karte) | 17. Jahrhundert                    | Erhaltenswertes historisches Gebäude                                                             | BW |
|                | Wohn- und Geschäftshaus Kaiserstraße 78 (ehemaliges Bürgerhaus zur Lilien)                               | Waldshut, Kaiserstraße 78 (Karte) | im Kern 16./17. Jahrhundert        | Prüffall                                                                                         | BW |
|                | Wohn- und Geschäftshaus Kaiserstraße 79 (ehemaliges Bürgerhaus zum Elefanten)                            | Waldshut, Kaiserstraße 79 (Karte) | im Kern 17. Jahrhundert            | Geschützt nach § 2 DSchG                                                                         | BW |
|                | Wohn- und Geschäftshaus Kaiserstraße 80 (ehemaliges Bürgerhaus)                                          | Waldshut, Kaiserstraße 80 (Karte) | im Kern 17. Jahrhundert            | Prüffall                                                                                         | BW |
|                | Wohn- und Geschäftshaus Kaiserstraße 84 (ehemaliges Bürgerhaus zum Storchen)                             | Waldshut, Kaiserstraße 84 (Karte) | im Kern 16./17. Jahrhundert        | Geschützt nach § 2 DSchG                                                                         | BW |
|                | Wohn- und Geschäftshaus Kaiserstraße 85, Rheinstraße 59, 61                                              | Waldshut, Kaiserstraße 85, Rheinstraße 59, 61 (Karte) | 1915                               | Geschützt nach § 2 DSchG                                                                         |    |
|                | Wohn- und Geschäftshaus Kaiserstraße 86 (ehemaliges Bürgerhaus zur Schmiede)                             | Waldshut, Kaiserstraße 86 (Karte) | 16./17. Jahrhundert                | Erhaltenswertes historisches Gebäude                                                             | BW |
| Weitere Bilder | Unteres oder Basler Tor                                                                                  | Waldshut, Kaiserstraße 87 (Karte) | 1468                               | Geschützt nach § 28 DSchG                                                                        |    |
|                | Wohn- und Geschäftshaus Kaiserstraße 88 (ehemaliges Bürgerhaus)                                          | Waldshut, Kaiserstraße 88 (Karte) | 19./20. Jahrhundert                | Erhaltenswertes historisches Gebäude                                                             | BW |
|                | Wohn- und Geschäftshaus Kaiserstraße 90 (ehemaliges Bürgerhaus)                                          | Waldshut, Kaiserstraße 90 (Karte) | 17. Jahrhundert                    | Geschützt nach § 2 DSchG                                                                         | BW |
|                | Wohn- und Geschäftshaus Kaiserstraße 92 (ehemaliges Bürgerhaus)                                          | Waldshut, Kaiserstraße 92 (Karte) | 17. Jahrhundert                    | Geschützt nach § 2 DSchG                                                                         | BW |
|                | Wohn- und Geschäftshaus Kaiserstraße 94 (ehemaliges Bürgerhaus zum St. Antonius)                         | Waldshut, Kaiserstraße 94 (Karte) | 16./17. Jahrhundert                | Prüffall                                                                                         | BW |
|                | Wohn- und Geschäftshaus Kaiserstraße 96 (ehemaliges Patrizierhaus Baron von Roll)                        | Waldshut, Kaiserstraße 96 (Karte) | 16./17. Jahrhundert                | Geschützt nach § 28 DSchG                                                                        | BW |
|                | Gasthof Rheinischer Hof                                                                                  | Waldshut, Kaiserstraße 98 (Karte) | 15./16. Jahrhundert                | Geschützt nach § 28 DSchG                                                                        | BW |
|                | Seltenbachbrücke mit vier Heiligenfiguren                                                                | Waldshut, Kaiserstraße (Karte) | 1887                               | Geschützt nach § 2 DSchG                                                                         | BW |
|                | Wohn- und Geschäftshaus Löwengasse 1                                                                     | Waldshut, Löwengasse 1 (Karte) | 19. Jahrhundert                    | Erhaltenswertes historisches Gebäude                                                             | BW |
|                | Wohnhaus (ehemaliges Jacobs-Kaplaneihaus)                                                                | Waldshut, Marienstraße 1, 3 (Karte) | 15. Jahrhundert                    | Geschützt nach § 2 DSchG                                                                         | BW |
|                | Wohn- und Geschäftshaus Marienstraße 2                                                                   | Waldshut, Marienstraße 2 (Karte) | im Kern 16./17. Jahrhundert        | Geschützt nach § 2 DSchG                                                                         | BW |
|                | Wohn- und Geschäftshaus Marienstraße 4                                                                   | Waldshut, Marienstraße 4 (Karte) | im Kern 16./17. Jahrhundert        | Geschützt nach § 2 DSchG                                                                         | BW |
|                | Wohn- und Geschäftshaus "zu den 4 Jahreszeiten"                                                          | Waldshut, Marienstraße 6 (Karte) | 1690                               | Geschützt nach § 28 DSchG                                                                        | BW |
|                | Katholisches Pfarrhaus                                                                                   | Waldshut, Marienstraße 8 (Karte) | 1749                               | Geschützt nach § 28 DSchG                                                                        | BW |
| Weitere Bilder | [[St. Marien (Waldshut)\|Katholische Stadtpfarrkirche St. Marien bzw. (Waldshut) Liebfrauen (Waldshut)]] | Waldshut, Marienstraße 10 (Karte) | 1804/08                            | Geschützt nach § 28 DSchG                                                                        |    |
|                | Wohnhaus Mühlegasse 1                                                                                    | Waldshut, Mühlegasse 1 (Karte) | im Kern 19. Jahrhundert            | Erhaltenswertes historisches Gebäude                                                             | BW |
|                | Wohnhaus Mühlegasse 4 und Reste eines Rundturms                                                          | Waldshut, Mühlegasse 4 (Karte) |                                    | Wohnhaus ist ein erhaltenswertes historisches Gebäude, der Rundturm § 2 Geschützt nach § 2 DSchG | BW |
|                | Wohnhaus und Werkstatt Mühlegasse 5                                                                      | Waldshut, Mühlegasse 5 (Karte) | im Kern 16./17. Jahrhundert        | Erhaltenswertes historisches Gebäude                                                             | BW |
|                | Brunnen bei Mühlegasse 5                                                                                 | Waldshut, bei Mühlegasse 5 (Karte) | spätes 19./ frühes 20. Jahrhundert | Geschützt nach § 2 DSchG                                                                         | BW |
|                | Bruchsteinstützmauer zur Befestigung der Mühlegasse                                                      | Waldshut, Mühlegasse 2,4,5,6,7 (Karte) | 1500                               | Geschützt nach § 2 DSchG                                                                         | BW |
|                | Wohnhaus Rheinstraße 6 (ehemaliges Bürgerhaus)                                                           | Waldshut, Rheinstraße 6 (Karte) | im Kern 17./18. Jahrhundert        | Geschützt nach § 2 DSchG                                                                         | BW |
|                | Wohnhaus Rheinstraße 8 (ehemaliges Bürgerhaus, zuvor wohl Sonderfunktion)                                | Waldshut, Rheinstraße 8 (Karte) | im Kern 15./16. Jahrhundert        | Geschützt nach § 2 DSchG                                                                         | BW |
|                | Wohnhaus Rheinstraße 10 (ehemaliges Bürgerhaus zum Bären)                                                | Waldshut, Rheinstraße 10 (Karte) | 1697                               | Geschützt nach § 28 DSchG                                                                        | BW |
|                | Wohnhaus Rheinstraße 11                                                                                  | Waldshut, Rheinstraße 11 (Karte) | um 1900                            | Geschützt nach § 2 DSchG                                                                         | BW |
|                | Wohnhaus Rheinstraße 13 (ehemaliges Bürgerhaus)                                                          | Waldshut, Rheinstraße 13 (Karte) | im Kern 16./17. Jahrhundert        | Geschützt nach § 2 DSchG                                                                         | BW |
|                | Gasthaussaal                                                                                             | Waldshut, Rheinstraße 14 (Karte) | 1. Hälft 20. Jahrhundert           | Prüffall                                                                                         | BW |
|                | Wohnhaus Rheinstraße 15 (ehemaliges Bürgerhaus)                                                          | Waldshut, Rheinstraße 15 (Karte) | im Kern 16./17. Jahrhundert        | Geschützt nach § 2 DSchG                                                                         | BW |
|                | Wohnhaus Rheinstraße 17 (ehemaliges Bürgerhaus)                                                          | Waldshut, Rheinstraße 17 (Karte) | im Kern 16./17. Jahrhundert        | Geschützt nach § 2 DSchG                                                                         | BW |
|                | Wohnhaus Rheinstraße 19 (ehemaliges Bürgerhaus)                                                          | Waldshut, Rheinstraße 19 (Karte) | im Kern 16./17. Jahrhundert        | Geschützt nach § 2 DSchG                                                                         | BW |
|                | Wohnhaus Rheinstraße 21 (ehemaliges Bürgerhaus)                                                          | Waldshut, Rheinstraße 21 (Karte) | im Kern 16./17. Jahrhundert        | Geschützt nach § 2 DSchG                                                                         | BW |
|                | Wohnhaus Rheinstraße 23 (ehemaliges Bürgerhaus)                                                          | Waldshut, Rheinstraße 23 (Karte) | im Kern 16./17. Jahrhundert        | Geschützt nach § 2 DSchG                                                                         | BW |
|                | Wohnhaus mit Werkstattgebäude Rheinstraße 24                                                             | Waldshut, Rheinstraße 24 (Karte) | 19. Jahrhundert                    | Erhaltenswertes historisches Gebäude                                                             | BW |
|                | Wohnhaus Rheinstraße 25 (ehemaliges Bürgerhaus)                                                          | Waldshut, Rheinstraße 25 (Karte) | im Kern 16./17. Jahrhundert        | Geschützt nach § 2 DSchG                                                                         | BW |
|                | Wohnhaus Rheinstraße 26 (ehemaliges Bürgerhaus)                                                          | Waldshut, Rheinstraße 26 (Karte) | 1702                               | Geschützt nach § 2 DSchG                                                                         | BW |
|                | Wohnhaus Rheinstraße 27 (ehemaliges Bürgerhaus)                                                          | Waldshut, Rheinstraße 27 (Karte) | im Kern 16./17. Jahrhundert        | Geschützt nach § 2 DSchG                                                                         | BW |
|                | Wohnhaus Rheinstraße 37                                                                                  | Waldshut, Rheinstraße 37 (Karte) | 1898                               | Geschützt nach § 2 DSchG                                                                         | BW |
|                | Wohnhaus Rheinstraße 39 (ehemaliges Bürgerhaus zum Hafner)                                               | Waldshut, Rheinstraße 39 (Karte) | im Kern 16./17. Jahrhundert        | Geschützt nach § 2 DSchG                                                                         | BW |
|                | Wohn- und Geschäftshaus Rheinstraße 41                                                                   | Waldshut, Rheinstraße 41 (Karte) | 2. Hälfte 19. Jahrhundert          | Prüffall                                                                                         | BW |
|                | Wohnhaus Rheinstraße 43                                                                                  | Waldshut, Rheinstraße 43 (Karte) | 19. Jahrhundert                    | Erhaltenswertes historisches Gebäude                                                             | BW |
|                | Wohn- und Geschäftshaus mit Garage Rheinstraße 45                                                        | Waldshut, Rheinstraße 45 (Karte) | im Kern 17./18. Jahrhundert        | Geschützt nach § 2 DSchG                                                                         | BW |
| Weitere Bilder | Heilig-Geist-Spital mit Spitalkapelle                                                                    | Waldshut, Rheinstraße 53 (Karte) | 1417                               | Geschützt nach § 28 DSchG                                                                        |    |
|                | Laufbrunnen bei Rheinstraße 53                                                                           | Waldshut, bei Rheinstraße 53 (Karte) | vor 1896                           | Geschützt nach § 2 DSchG                                                                         | BW |
|                | Wohnhaus Wallstraße 1 (ehemaliges Bürgerhaus zur Schnecke)                                               | Waldshut, Wallstraße 1 (Karte) | im Kern 16./17. Jahrhundert        | Geschützt nach § 2 DSchG                                                                         | BW |
|                | Religionspädagogische Medienstelle (frühere Schule)                                                      | Waldshut, Wallstraße 2 (Karte) | im Kern 16./17. Jahrhundert        | Geschützt nach § 2 DSchG                                                                         | BW |
|                | Wohnhaus Wallstraße 3                                                                                    | Waldshut, Wallstraße 3 (Karte) | im Kern 16./17. Jahrhundert        | Erhaltenswertes historisches Gebäude                                                             | BW |
|                | Wohn- und Geschäftshaus Wallstraße 4 (ehemaliges Bürgerhaus zum Christopherus)                           | Waldshut, Wallstraße 4 (Karte) | im Kern 16./17. Jahrhundert        | Prüffall                                                                                         | BW |
|                | Wohnhaus Wallstraße 5                                                                                    | Waldshut, Wallstraße 5 (Karte) | im Kern 16./17. Jahrhundert        | Geschützt nach § 2 DSchG                                                                         | BW |
|                | Wohnhaus Wallstraße 7                                                                                    | Waldshut, Wallstraße 7 (Karte) | im Kern 15./16. Jahrhundert        | Geschützt nach § 2 DSchG                                                                         | BW |
|                | Rückgebäude zum Gasthaus Wilder Mann                                                                     | Waldshut, Wallstraße 7a (Karte) | im Kern 15./16. Jahrhundert        | Geschützt nach § 2 DSchG                                                                         | BW |
|                | Wohnhaus Wallstraße 8 (ehemaliges Bürgerhaus und Kaplanai)                                               | Waldshut, Wallstraße 8 (Karte) | im Kern 15./16. Jahrhundert        | Geschützt nach § 2 DSchG                                                                         | BW |
|                | Wohnhaus Wallstraße 9 (ehemaliges Bürgerhaus Zur Thannen)                                                | Waldshut, Wallstraße 9 (Karte) | 1644                               | Geschützt nach § 2 DSchG                                                                         | BW |
|                | Wohnhaus Wallstraße 10 (ehemaliges Bürgerhaus)                                                           | Waldshut, Wallstraße 10 (Karte) | im Kern 16./17. Jahrhundert        | Geschützt nach § 2 DSchG                                                                         | BW |
|                | Wohnhaus Wallstraße 12 (ehemaliges Bürgerhaus)                                                           | Waldshut, Wallstraße 12 (Karte) | im Kern 16./17. Jahrhundert        | Prüffall                                                                                         | BW |
|                | Wohnhaus Wallstraße 18 (ehemaliges Bürgerhaus)                                                           | Waldshut, Wallstraße 18 (Karte) | im Kern 16./17. Jahrhundert        | Geschützt nach § 2 DSchG                                                                         | BW |
|                | Wohnhaus Wallstraße 20 (ehemaliges Bürgerhaus)                                                           | Waldshut, Wallstraße 20 (Karte) | im Kern 16./17. Jahrhundert        | Prüffall                                                                                         | BW |
|                | Wohnhaus Wallstraße 22 (ehemaliges Bürgerhaus)                                                           | Waldshut, Wallstraße 22 (Karte) | im Kern 16./17. Jahrhundert        | Geschützt nach § 28 DSchG                                                                        | BW |
|                | Wohnhaus Wallstraße 24 (ehemaliges Gasthaus zum Meerfräulein)                                            | Waldshut, Wallstraße 24 (Karte) | im Kern 15./16. Jahrhundert        | Geschützt nach § 28 DSchG                                                                        | BW |
|                | Wohnhaus Wallstraße 30 (ehemaliges Bürgerhaus und Ökonomieteil)                                          | Waldshut, Wallstraße 30 (Karte) | im Kern 16./17. Jahrhundert        | Geschützt nach § 2 DSchG                                                                         | BW |
|                | Wohnhaus Wallstraße 32 (ehemaliges Bürgerhaus)                                                           | Waldshut, Wallstraße 32 (Karte) | im Kern 16./17. Jahrhundert        | Geschützt nach § 2 DSchG                                                                         | BW |
|                | Wohnhaus Wallstraße 34 (ehemaliges Bürgerhaus)                                                           | Waldshut, Wallstraße 34 (Karte) | im Kern 16./17. Jahrhundert        | Geschützt nach § 2 DSchG                                                                         | BW |
|                | Wohnhaus Wallstraße 36 (ehemaliges Bürgerhaus)                                                           | Waldshut, Wallstraße 36 (Karte) | im Kern 16./17. Jahrhundert        | Geschützt nach § 2 DSchG                                                                         | BW |
|                | Wohnhaus Wallstraße 38 (ehemaliges Bürgerhaus)                                                           | Waldshut, Wallstraße 38 (Karte) | im Kern 16./17. Jahrhundert        | Prüffall                                                                                         | BW |
|                | Wohnhaus Wallstraße 40 (ehemaliges Bürgerhaus)                                                           | Waldshut, Wallstraße 40 (Karte) | im Kern 16./17. Jahrhundert        | Prüffall                                                                                         | BW |
|                | Wohnhaus Wallstraße 42 (ehemaliges Bürgerhaus)                                                           | Waldshut, Wallstraße 42 (Karte) | im Kern 16./17. Jahrhundert        | Prüffall                                                                                         | BW |
|                | Wohn- und Geschäftshaus Wallstraße 44 (ehemaliges Bürgerhaus)                                            | Waldshut, Wallstraße 44 (Karte) | im Kern 16./17. Jahrhundert        | Geschützt nach § 2 DSchG                                                                         | BW |
|                | Wohn- und Geschäftshaus Wallstraße 48 samt Hexenturm                                                     | Waldshut, Wallstraße 48 (Karte) | im Kern 16./17. Jahrhundert        | Hexenturm §2, ansonsten erhaltenswertes Gebäude Geschützt nach § 2 DSchG                         | BW |
|                | Wohn- und Geschäftshaus Wallstraße 50 (ehemaliges Bürgerhaus)                                            | Waldshut, Wallstraße 50 (Karte) | 1373                               | Geschützt nach § 2 DSchG                                                                         | BW |
|                | Wohn- und Geschäftshaus Wallstraße 56 (ehemaliges Bürgerhaus)                                            | Waldshut, Wallstraße 56 (Karte) | im Kern 16./17. Jahrhundert        | Geschützt nach § 2 DSchG                                                                         | BW |
|                | Wohn- und Geschäftshaus Wallstraße 67                                                                    | Waldshut, Wallstraße 67 (Karte) | im Kern 16./17. Jahrhundert        | Erhaltenswertes historisches Gebäude                                                             | BW |
|                | Laufbrunnen bei Wallstraße 1                                                                             | Waldshut, bei Wallstraße 1 (Karte) | vor 1895                           | Geschützt nach § 2 DSchG                                                                         | BW |
|                | Laufbrunnen an der Rückseite des Rathauses                                                               | Waldshut, Wallstraße (Karte) | vor 1895                           | Geschützt nach § 2 DSchG                                                                         | BW |

### Außerhalb Gesamtanlage Altstadt Waldshut
| Bild           | Bezeichnung               | Lage                                   | Datierung | Beschreibung             | ID |
| -------------- | ------------------------- | -------------------------------------- | --------- | ------------------------ | -- |
|                | Schule                    | Waldshut, Bismarckstraße 12 (Karte)    |           | Geschützt nach § 2 DSchG | BW |
|                | Waldvogteiamt             | Waldshut, Obere Haspelstraße 2 (Karte) | 1740      |                          | BW |
| Weitere Bilder | Kapuzinerkloster Waldshut | Waldshut, Kaiserstraße 93 (Karte)      | 1654      |                          |    |